# Кузів Максим Петрович
Максим Петрович Кузів (позивний «Залізняк»; 31 грудня 1999 — 7 липня 2024, Бахмутський напрямок, Донецька область) — український громадський активіст, військовослужбовець, солдат 93 ОМБр Збройних сил України, учасник російсько-української війни. Кавалер ордена «За мужність» III ступеня (2024, посмертно). Почесний громадянин міста Тернополя та Тернопільської області (2024, посмертно).

## Життєпис
Максим Кузів народився 31 грудня 1999 року.
Закінчив факультет фізичного виховання Тернопільського національного педагогічного університету імені Володимира Гнатюка.
Був головою Тернопільського осередку громадської організації «Сокіл». Кандидат у майстри спорту зі спортивного туризму.
Учасник АТО. На фронті знову від початку широкомасштабного російського вторгнення в Україну. Служив оператором-розвідником 93-ї окремої механізованої бригади. Загинув 7 липня 2024 року на Бахмутському напрямку.
Похований 11 липня 2024 року на Алеї Героїв Микулинецького цвинтаря м. Тернополя. Залишилася дружина.

## Нагороди
- орден «За мужність» III ступеня (27 листопада 2024, посмертно) — за особисту мужність, виявлену у захисті державного суверенітету та територіальної цілісності України, самовіддане виконання військового обов'язку[2];
- почесний громадянин Тернопільської області (2024, посмертно)[3];
- почесний громадянин міста Тернополя (2024, посмертно) — за вагомий особистий внесок у становленні української державності та особисту мужність і героїзм, виявлені у захисті державного суверенітету та територіальної цілісності України[4].